# 三峰山 (河南省)
三峰山，在河南省禹州市西南三十里。
三峰山因三座山峰连绵而得名。三峰山南麓山底，有唐代画圣吴道子墓。《水经注》载，在三峰山东南有钧台。南宋绍定五年（1232年），蒙古兵繞道漢水从唐州攻打汴京，金國完颜合达等人自邓州赴援，到三峰山，天突大雪，有军士不食至三日，遂被蒙古兵所败，史称三峰山之戰。